# Frank Kunert
Frank Kunert (Frankfurt, 1963) es un artista alemán. Su obra se caracteriza por sus fotografías de maquetas en miniatura y por su humor inteligente. Expone con regularidad en Alemania y en otros países en exposiciones individuales y colectivas.